# Rebattement
Avertissement préalable important : l'article qui suit utilise le mot « pièce » qui, en héraldique, a deux sens très différents :
1) désigne les figures géométriques ayant une place définie dans le blason. Certaines par leur primauté sont même dites « honorables ». Nous les noterons « Pièce » (avec une majuscule, pour les distinguer de l'autre sens) ;
2) s'utilise avec un nombre pour quantifier le nombre d'éléments qui le composent. Ex. : un château donjonné de deux pièces, une branche d'olivier fruité de trois pièces, fascé de six pièces, etc. Ici, il s'agira principalement des zones obtenues par les rebattements (lesquelles pièces dans des cas précis sont aussi des Pièces !).
En héraldique, on nomme rebattement la répétition de partitions simples ou de Pièces simples. Ce mécanisme est à l'origine des motifs géométriques à rayures et de certaines Pièces honorables.
Les motifs à rayures (de toutes tailles et en tous sens) forment un cas un peu particulier.
Les motifs à rayures divisent la surface qu'ils recouvrent en un certain nombre de pièces. Ces pièces sont alternativement d'émail et de métal quand la composition est à deux couleurs. On peut rencontrer (très rarement) des motifs tiercés (à trois couleurs). Les couleurs qui composent le motif sont énoncées dans l'ordre, en commençant par celle de l'angle dextre du chef (ou dans le cas du bandé, sénestre du chef), et les pièces sont numérotées dans ce même ordre (de gauche à droite, ou de haut en bas) s'il faut les désigner individuellement.
Dans les armes, ces motifs à rayures se rencontrent surtout sur le champ, mais peuvent également être utilisés sur des Pièces ou des meubles.

## Piècesetpartitions

Blason du Chapitre de Mons en Hainaut : chevronné d’or et de sable.

Les motifs rayés sont nommés à la fois suivant la direction du trait de partition, et la taille des pièces ; lorsque celles-ci sont en grand nombre (à partir de dix) et réduites en épaisseur (on dit diminuées), elles changent de nom :
- verticales, parties dans le sens du pal : voir palé, ou en grand nombre : vergeté ;
- horizontales, coupées dans le sens de la fasce : voir fascé ou burelé ;
- tranchées dans le sens de la bande : voir bandé ou coticé ;
- taillées dans le sens de la barre : voir barré ou coticé en barre (contre-coticé) ;
- en forme de chevrons : chevronné ou étayé.

Quand ils sont utilisés comme fonds des Pièces et partitions de l'écu, les motifs à grandes pièces (palé, fascé, bandé ou barré, ou chevronné) sont normalement de six pièces (neuf pour les motifs à trois couleurs), sinon l'on blasonne le nombre de pièces : chevronné d’or et de sable, qui est du Hainaut (ici, le nombre normal de six pièces n'a pas besoin d'être exprimé).
Les motifs à petites pièces (en nombre supérieur à huit) changent de nom, et sont normalement représentés avec dix pièces (douze pour les motifs à trois couleurs) ; mais le nombre exact de pièces devient indifférent et peut varier suivant la taille effective de la surface à couvrir.
Quand ces motifs sont utilisés comme fond pour un meuble, le nombre de pièces ne peut pas être décompté facilement. On se contente alors de distinguer entre la grande taille (six pièces) et la petite (au moins dix).
Dans les partitions rebattues, au sens strict, le nombre de pièces doit être équilibré de manière que chaque couleur soit répétée le même nombre de fois, typiquement trois fois (ce qui n'est pas blasonné). Dans le cas contraire, il est préférable de blasonner par les Pièces honorables de même direction : comparer le blason de Faucigny à celui du comté de Foix. Le premier cas (palé d'or et de gueules) s'analyse comme un fond composé, mais le second (d'or à trois pals de gueules) s'analyse normalement comme un fond uni qui reçoit trois Pièces honorables.

Faucigny : palé d'or et de gueules.
Foix : d'or à trois pals de gueules.

## Principe du rebattement
Voici le mécanisme des rebattements obtenus à partir d'un parti d'or et de gueules (fig. 1) :
un premier rebattement va donner quelque chose qui pourrait se blasonner :
- Parti de deux traits, d'or, de gueules et d'or (fig. 2)

mais cette configuration est plutôt celle d'une Pièce : le pal. D'où le blasonnement, où la notion de répétition est cachée :
- D'or au pal de gueules.

Avec l'augmentation des répétitions vont apparaître successivement des partitions et des Pièces. Au-delà de trois, si le nombre de zones est pair, il s'agit d'une partition rebattue, s'il est impair il s'agit d'une Pièce rebattue :
- Palé de quatre pièces (fig. 3)
- Deux pals (fig. 4)
- Palé de six pièces (ou mieux : palé tout court : six est la valeur par défaut) (fig. 5)
- Trois pals (fig. 6)
- Palé de huit pièces (fig. 7)
- Quatre pals (fig. 8)
- Palé de dix pièces (ou mieux : vergetté de dix pièces) (fig. 9)
- Cinq pals (cinq vergettes) (fig. 10)
- Palé de douze pièces (vergetté de douze pièces) (fig. 11)
- Six pals (six vergettes) (fig. 12)

Pour le vergetté, la valeur par défaut est dix pour certains, douze pour d'autres. Donner le nombre de pièces n'étant pas une faute, il vaut mieux le faire quand la précision paraît utile. Cependant, ce nombre de pièces ne peut suffire à distinguer deux blasons, et n'est pas significatif sur des figures.
Le même principe s'applique à partir du coupé (fasce, fascé), du tranché (bande, bandé), du taillé (barre, barré) et à quelques combinaisons de ces derniers (chevron, chevronné par exemple).
En pratique, peu d'éléments de départ sont susceptibles d'être rebattus, mais le nombre de rebattements obtenus est très grand.
Remarques
Cette notion est très diversement définie selon les auteurs.
Les seuls éléments de définition (presque) communs à tous sont :
- il s'agit de la répétition d'une forme qui concerne le champ entier ;
- deux couleurs seulement sont en jeu, sauf pour Georges de Crayencourt[1] qui envisage des rebattements de tiercé — donc trois couleurs, mais il n'en donne pas d'exemples ;
- la règle de contrariété des couleurs pour les Pièces rebattues est respectée, mais beaucoup d'auteurs veulent l'étendre aux partitions rebattues, alors même qu'ils ne le font pas pour d'autres partitions.

Le caractère archaïque ou primitif de cette notion apparait bien dans cette hésitation entre Pièce et partition, (utilisation du mot pièce pour nombrer les partitions, envie d'étendre la règle des couleurs) et surtout sur les nombreuses confusions trouvées dans les armoriaux anciens.
On peut trouver là peut-être l'origine des Pièces honorables, premier rebattement des coups guerriers (mais rien ne confirme ceci !).
De fait, ce terme est de moins en moins utilisé, et ne fait pas partie du blasonnement (il n'est pas cité dans la lecture des armoiries).

## Partitions rebattues
Les répétitions de motifs binaires (alternant deux couleurs) sont nommés champ rebattu.
Quand une direction de partition est répétée, le blasonnement varie suivant qu'il s'agit d'un champ alterné ou du rebattement d'une Pièce honorable.
- Quand il y a un nombre pair de séparation (les deux bords sont alors de même couleur), on blasonne le nombre correspondant de Pièces honorables (pal, fasce, bande ou barre) jusqu'à trois (ou exceptionnellement quatre). Au-delà de quatre, les Pièces se nomment vergettes, burèles et cotices (en barre ou en bande), et sont généralement au nombre de six.
- Quand il y a un nombre impair (et les bords sont de couleurs opposés), il s'agit d'un champ alterné. On blasonne le type de partition (palé, fascé, barré, bandé) et le nombre de pièces (qui est donc toujours pair quand il y a deux couleurs) : fascé de six pièces, d'or et de sinople.

Quand le champ s'inscrit dans une figure complexe (lion par exemple), on doit toujours considérer qu'il s'agit d'un champ alterné, indépendamment du nombre de séparations.
Le nombre de pièces est moins important quand ça concerne un meuble:
D’azur au lion burelé d’argent et de gueules, qui est de Thuringe.

## Vocabulaire des champs rebattus

### Contre-
En préfixe à un nom de rayure, indique que le champ est divisé en deux parties par une ligne, les rayures étant de l'un en l'autre.
Quand on ne précise pas le sens de la partition (contre-palé), cette partition est à angle droit des rayures (coupé pour le contre-palé).
Contre-palé de gueules et d'argent.
Dans le cas contraire, on mentionne d'abord la partition, puis la contre-rayure.
Parti contre-bandé d'argent et de gueules, qui est de Neustadt-Arnshaugk.
Le contre-chevronné est parti, chevronné de l'un en l'autre.

### Bandé
Se dit d'une pièce divisée en un nombre pair de parties égales de couleurs alternés dans le sens de la bande. Le bandé est normalement divisé en six pièces (qu'on ne blasonne pas), parfois en quatre ou en huit. Au-delà, on dit coticé. On commence par énoncer la couleur la plus en haut à sénestre.
Bandé d’or et d’azur, bordé de gueules, qui est de Bourgogne (ancien).

### Barré
En parlant de l'écu, divisé en un nombre pair de parties égales de couleurs alternés, dans le sens de la barre. Le barré est normalement divisé en six pièces (qu'on ne blasonne pas), parfois en quatre ou en huit. Au-delà, on dit coticé en barre.
Barré d'or et d'azur à une tête d'homme de carnation brochant sur le tout, au chef chargé d'une aigle à deux têtes issante de sable, qui est de Padovani.
Barré d'or et de gueules de sept pièces ; d'or à trois barres de gueules serait plus juste.

### Burelé
Divisé horizontalement, dans le sens du fascé, de dix pièces ou plus. On doit spécifier le nombre des burelles.
Burelé d'azur et d'or de dix pièces, à deux plumes à écrire d'argent posées en pal, brochant sur le tout., qui est de.Sousceyrac
Avec moins de pièces, on parle de fascé. Encore que… Voir l'armorial de la maison de Lusignan.

### Chevronné
Motif formé par la superposition de chevrons en nombre. La forme du chevron fait qu'il n'est pas aisé de fixer le nombre de figures. Par analogie avec les autres figures de rayures, le chevronné se représente avec six ou huit alternances.
Chevronné d’or et de sable (armes primitives du comté de Hainaut).

### Coticé
Type de rayure. Division dans le sens de la bande, similaire au bandé, mais formé par plus de huit pièces.
Écartelé, en 1 d'or aux deux lions léopardés de gueules, en 2 échiqueté de gueules et d'or de six tires, en 3 coticé d'or et de gueules de dix pièces, et en 4 d'or aux trois lionceaux d'azur armés et lampassés de gueules (blason de la Corrèze, coticé d'or et de gueules étant de Turenne.

### Fascé
Type de rayure. Se dit en héraldique d'un écu ou d'un quartier divisé en un nombre pair de parties égales de couleurs alternés, dans le sens de la fasce (s'il y a un nombre impair de parties sur un écu, elles dessinent de une à trois fasces sur un champ).
Fascé de gueules et de ravelles, qui est de Trencavel.
Se dit plus généralement d'une pièce divisée en parties égales de couleurs alternés dans le sens de la fasce, en moins de dix pièces (on dit burelé sinon).
Fascé de gueules et d'argent de huit pièces, qui est de Hongrie.

### Palé
Type de rayure. Se dit d'un écu ou d'un quartier divisé verticalement en un nombre pair de parties égales de couleurs alternés. Au-delà de huit pièces, il est dit vergeté.
Palé d'argent et d'azur, au lion de gueules, couronné et lampassé d'or, brochant sur le tout, qui est de Valromey.

### Vergeté
(Est parfois orthographié vergetté")

Type de rayure. Division dans le sens du pal, similaire au palé, mais formé par plus de huit pièces (vergettes).